# Klaus W. Hempfer
Klaus Willy Hempfer (* 3. November 1942 in Augsburg) ist ein deutscher Romanist und Literaturwissenschaftler. Zu seinen Forschungsschwerpunkten zählen unter anderem die französische und italienische Literatur der Renaissance und der Aufklärung sowie in systematischer Hinsicht Gattungs-, Fiktions-, Epochen-, Intertextualitäts- und Interpretationstheorie.

## Leben und Forschung
Hempfer studierte ab 1962 Anglistik und Romanistik an der Ludwig-Maximilians-Universität München (LMU), an der er 1967 das Staatsexamen ablegte. Im Jahre 1970 folgte dort am Lehrstuhl von Alfred Noyer-Weidner seine Promotion und vier Jahre später die Habilitation. Beide Qualifikationsschriften befassen sich mit einem Thema aus dem Bereich der französischen Literaturwissenschaft. Anschließend war er wissenschaftlicher Rat und Professor am Institut für Romanische Philologie der LMU, bis er schließlich 1977 als Nachfolger von Walter Pabst auf einen Lehrstuhl für Romanische Philologie an der Freien Universität Berlin berufen wurde. Von 2003 bis 2007 war Hempfer zudem Erster Vizepräsident der FU. Hempfer blieb bis zum Eintritt in den Ruhestand Professor für französische und italienische Literaturwissenschaft an ebendieser Universität. Seit 2014 ist er Gastprofessor in der Funktion eines Seniorprofessors am Institut für Romanische Philologie der Freien Universität Berlin.
Von 1987 bis 2010 war Hempfer gemeinsam mit Peter Blumenthal Mitherausgeber der Zeitschrift für französische Sprache und Literatur. Außerdem war er langjähriger Direktor des an der Freien Universität angesiedelten Italienzentrums.
Hempfer hat wichtige Beiträge etwa zu Dante, Petrarca, Ariost, Voltaire und der französischen Lyrik des 19. Jahrhunderts vorgelegt. Seine Aufsätze zum europäischen Petrarkismus sind bedeutend in der Petrarkismusforschung der letzten Jahrzehnte. Hempfers epistemologische Epochenfundierung der Renaissance als "Pluralisierung von Autorität und Wahrheit" wurde breit rezipiert und durch verschiedene Disziplinen übernommen. Die Tragfähigkeit des Konzepts untermauerte Hempfer durch Interpretationen zentraler literarischer Texte der (italienischen) Renaissance, allen voran des Orlando furioso von Ariost, zu dem er zahlreiche Aufsätze publizierte sowie 1987 eine Monographie vorgelegt hat, die über die deutschsprachige Romanistik hinaus rezipiert wurde (Diskrepante Lektüren; it. Übers. Letture discrepanti, 2004). In diesem Werk leistete Hempfer eine umfängliche Aufarbeitung der poetologischen Debatten im Cinquecento um das Epos in Italien. Zudem entwickelte Hempfer ein interpretationstheoretisches Modell, das darauf abzielt, sich mittels der Analyse zeitgenössischer Rezeptionszeugnisse an die historisch idealiter mögliche Rezeption eines Werkes rekonstruktiv anzunähern.
Sein bis heute wohl bekanntestes Werk, Gattungstheorie – Information und Synthese, erschien 1973. Hempfer prägte darin unter anderem den Begriff der „Schreibweise“ (in Hempfer 2018 auch: Kommunikationsmodus) in Abgrenzung zur literarischen Gattung. Von seinen jüngeren Publikationen sind insbesondere der Ansatz zu einer systematischen Theorie der Lyrik (Lyrik. Skizze einer systematischen Theorie, Stuttgart: Steiner 2014) sowie ein Grundlagenwerk zu zentralen Themenbereichen einer systematisch arbeitenden Literaturwissenschaft (Literaturwissenschaft – Grundlagen einer systematischen Theorie, Stuttgart: J.B. Metzler 2018) hervorzuheben. 
In der literaturwissenschaftlichen Gattungstheorie viel beachtet ist Hempfers Theorie der Lyrik, die der gängigen Auffassung, das Lyrische sei transhistorisch und systematisch nicht bestimmbar, mit einem Ansatz entgegentritt, der den lyrischen Kommunikationsmodus als transhistorischen Prototyp mittels eines Kriterienkatalogs zu bestimmen versucht, bei dem die einzelnen Kriterien systematisch aufeinander bezogen sind und deren Erfüllung Hempfer als Performativitätsfiktion auf den Begriff bringt. In seinem Grundlagenwerk aus dem Jahr 2018, das 2024 in einer leicht erweiterten Fassung in englischer Übersetzung erschien, legte Hempfer eine in Auseinandersetzung mit aktueller Forschung erarbeitete Synthese und Vertiefung seiner seit vielen Jahrzehnten anhaltenden Beschäftigung mit Fragen systematischer Literaturtheorie vor, aufgefächert in die sechs Themenkreise 'Interpretation', 'Fiktion', 'Performativität', 'Intertextualität', 'Gattung' und 'Epoche'. 
Von Beginn seiner wissenschaftlichen Laufbahn an ist Hempfers Werk geprägt von einem starken Interesse an literaturwissenschaftlicher Theoriebildung. Leitend waren und sind dabei Erkenntnisse der Analytischen Philosophie, strukturalen Linguistik und Semiotik. Ulrich Schulz-Buschhaus bescheinigte Hempfer, dass er "gerade in Fragen methodologischer Prozeduren so stringent zu argumentieren versteht wie kaum ein anderer Vertreter unserer Wissenschaft [sc. der (romanistischen) Literaturwissenschaft]".
Hempfer erhielt mehrere Auszeichnungen. Für seine Forschungen zur italienischen Literatur sowie sein Engagement im Bereich der deutsch-italienischen Beziehungen wurden ihm im Jahr 2001 etwa das Großoffizierskreuz des Verdienstordens der Republik Italien ("Al Merito della Repubblica Italiana") und im Jahr 2002 der Premio Internazionale Galileo Galilei für Italienische Literaturwissenschaft verliehen.
Schülerinnen und Schüler von Hempfer sind unter anderem Ulrike Schneider, Anita Traninger, Irina O. Rajewsky, Christina Schaefer und Andreas Kablitz.